# Hanna Reischal
Hanna Jurjeuna Reischal (belarussisch Га́нна Юр’еўна Рэ́йшаль, englisch Hanna Reishal; * 21. Oktober 1987 in Pruschany, BSSR, Sowjetunion als Hanna Taschpulatawa belarussisch Ташпула́тава, englisch Tashpulatava) ist eine ehemalige belarussische Sprinterin, die sich auf den 400-Meter-Lauf spezialisiert hat.

## Sportliche Laufbahn
Erste internationale Erfahrungen sammelte Hanna Reischal im Jahr 2006, als sie bei den Juniorenweltmeisterschaften in Peking mit der belarussischen 4-mal-100- und 4-mal-400-Meter-Staffel jeweils im Vorlauf ausschied. 2009 gewann sie bei den Halleneuropameisterschaften in Turin in 3:35,03 min gemeinsam mit Alena Kijewitsch, Kazjaryna Bobryk und Kazjaryna Mischyna die Bronzemedaille in der 4-mal-400-Meter-Staffel hinter den Teams aus Russland und dem Vereinigten Königreich. Im Juli gewann sie bei den U23-Europameisterschaften in Kaunas in 3:30,45 min ebenfalls die Bronzemedaille hinter den Teams aus Russland und Deutschland. 2010 trat sie im Staffelbewerb bei den Europameisterschaften in Barcelona an, wurde dort aber nachträglich wegen eines Dopingverstoßes einer ihrer Kolleginnen disqualifiziert. Im Jahr darauf schied sie bei den Halleneuropameisterschaften in Paris mit 53,69 s im Halbfinale über 400 Meter aus und im September gelangte sie bei den Weltmeisterschaften in Daegu mit 3:25,64 min im Finale auf den vierten Platz im Staffelbewerb. Auch bei den Hallenweltmeisterschaften 2012 in Istanbul wurde sie in 3:33,73 min Vierte im Staffelbewerb. Im Jahr darauf schied sie mit der Staffel bei den Weltmeisterschaften in Moskau im Vorlauf aus und beendete daraufhin ihre aktive sportliche Karriere im Alter von 26 Jahren.
2012 wurde Reischal belarussische Meisterin im 400-Meter-Lauf sowie 2010 und 2011 in der 4-mal-400-Meter-Staffel. Zudem wurde sie 2009, 2011 und 2012 Hallenmeisterin über 400 Meter sowie 2011 und 2012 in der 4-mal-400-Meter-Staffel.

## Persönliche Bestleistungen
- 400 Meter: 51,43 s, 12. Juni 2012 in Minsk
  - 400 Meter (Halle): 52,48 s, 10. Februar 2012 in Mahiljou